# 小行星3040

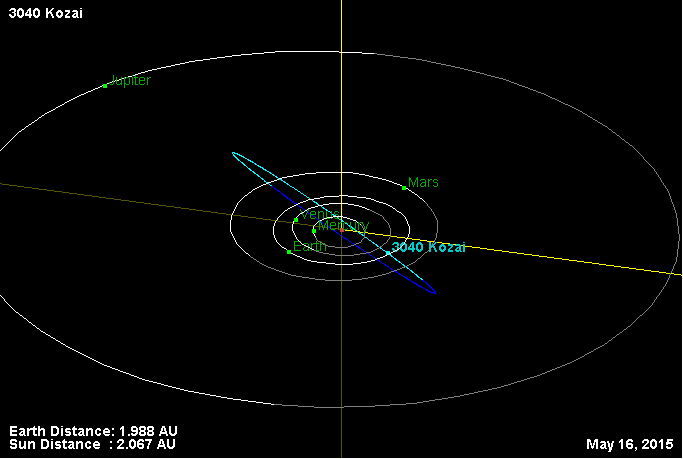
小行星3040

小行星3040（3040 Kozai）是一颗围绕太阳公转的小行星。1979年1月23日，威廉·利勒在托洛洛山发现了此天体。
該小行星以日本天文學家古在由秀命名。
这颗小行星的绝对星等为290.21943等。